# Aphonopelma heterops
Aphonopelma heterops är en spindelart som beskrevs av Chamberlin 1940. Aphonopelma heterops ingår i släktet Aphonopelma och familjen fågelspindlar. Inga underarter finns listade i Catalogue of Life.